# Cheryl Crawford
Cheryl Crawford (Akron, 24 settembre 1902 – New York, 7 ottobre 1986) è stata una produttrice teatrale e direttrice artistica statunitense, cofondatrice nel 1947 dell'Actors Studio con Elia Kazan e Robert Lewis.

## Biografia
Nata e cresciuta in Ohio, studiò teatro allo Smith College e, dopo aver conseguito la laurea nel 1925, si trasferì a New York per perfezionarsi alla scuola della Theatre Guild. Dopo aver terminato gli studi nel 1927, cominciò a lavorare nel backstage di numerosi allestimenti, incontrando così Harold Clurman e Lee Strasberg, con cui fondò il collettivo noto come The Group Theatre nel 1931. Crawford contribuì a lanciare le carriere di Helen Hayes, Mary Martin, Ethel Barrymore, Ingrid Bergman e Tallulah Bankhead. Nel 1946 fondò con Eva Le Gallienne l'American Repertory Theatre di Cambridge e l'anno successivo fondò insieme a Lewis e Kazan l'Actors Studio, a cui si unì anche Strasberg come co-direttore artistico nel 1951.
Crawford era lesbica e fu legata sentimentalmente all'attrice Dorothy Patten dal 1930 al 1937; successivamente ebbe una lunga relazione con Ruth Norman, iniziata nel 1944 e conclusasi solamente con la morte della compagna nel 1977. Nel 1977 vinse uno speciale Tony Award alla carriera; ne aveva precedentemente vinto uno nel 1951 in veste di produttrice de La rosa tatuata a Broadway. Per il suo contributo al teatro statunitense, Crawford fu inserita nell'American Theater Hall of Fame nel 1979. Morì nel 1987 all'età di 84 anni.